# Селенид гольмия
Селенид гольмия — бинарное неорганическое соединение
гольмия и селена
с формулой HoSe,
кристаллы.

## Получение
- Нагревание чистых веществ:

{\displaystyle {\mathsf {Ho+Se\ {\xrightarrow {}}\ HoSe}}}

## Физические свойства
Селенид гольмия образует кристаллы
кубической сингонии, параметры ячейки a = 0,5687 нм, Z = 4
.